# Épicéa du Koyama
Picea koyamae
Espèce
Classification phylogénétique
Statut de conservation UICN

 CR B1ab(ii,iii,v) : 
En danger critique
L'Épicéa du Koyama (Picea koyamae) est une espèce d'arbre de la famille des Pinaceae.
C'est une des espèces menacées au Japon